# Jaleswar
Jaleswar is een stad en “notified area” in het district Baleshwar van de Indiase staat Odisha. 

## Demografie
Volgens de Indiase volkstelling van 2001 wonen er 21.382 mensen in Jaleswar, waarvan 51% mannelijk en 49% vrouwelijk is. De plaats heeft een alfabetiseringsgraad van 65%. 